# Het mooie Katrinelletje en Pief Paf Poltrie
Het mooie Katrinelletje en Pief Paf Poltrie (of Polter) is een sprookje uit Kinder- und Hausmärchen (KHM131), opgetekend door de gebroeders Grimm.

## Het verhaal
Pief Paf Polter vraagt vader Rolledak of hij zijn dochter kan krijgen. Dit mag als moeder Melkedoe, broer Verhogeboet, zuster Kazewas en mooie Katrinelle het goed vinden. Hij gaat naar de stal en vraagt de melkende moeder Melkedoe of hij haar dochter mag hebben. Dit mag als vader Rolledak, broer Verhogebout, zuster Kazewas en mooie Katrinelle het goed vinden. Hij gaat naar de schuur waar broer Verhogebout het hout hakt en vraagt of hij zijn zuster mag hebben. Opnieuw krijgt hij toestemming, als de andere familieleden ook instemmen. Hij gaat naar zuster Kazewas die het gras snijdt in de tuin en heeft nu toestemming van de hele familie. Hierna gaat hij naar Katrinelle die haar geld zit te tellen in de kamer en vraagt of zij zijn liefje wil zijn. Ze stemt toe als haar familie ook toestemming geeft en dan vraagt Pief Paf Polter hoeveel ze als bruidsschat heeft. Veertien centen baar geld, drie stuivers schuld, een half pond juttenperen, een handvol ganzenveren, een handvol schorseneer is haar bruidsschat. Dan vraagt ze wat zijn beroep is, kleermaker, schoenmaker, boer, meubelmaker, smid of molenaar. Hij antwoordt dat hij een veel beter beroep heeft: hij is bezembinder.

## Achtergronden bij het sprookje
- Het sprookje komt uit Paderborn, het is een rijmgedicht.
- Het sprookje is ook bekend in Bremen en is gebaseerd op een gezelschapsspelletje wat alleen in Duitsland bekend is.
- Er zijn nog meer rijmverhalen over het huwelijk in de Kinder- und Hausmärchen, Slimme Hans (KHM32) en De bruiloft van vrouw Vos (KHM38). Voor het aanprijzen van rijkdom, zie Hans viert bruiloft (KHM84).